# Marie de Villermont
La comtesse Marie de Villermont (Bruxelles, 16 août 1848 - Ermeton-sur-Biert, 8 janvier 1925) est une historienne belge.

## Biographie
Marie de Villermont, née à Bruxelles le 16 août 1848, est la fille aînée du comte Antoine Charles Hennequin de Villermont et de Marie Adélaïde Licot de Nismes.
Elle était la collaboratrice de plusieurs journaux et revues (la Revue générale, La Femme belge, etc.).
En 1904, elle publie une biographie du duc Alexandre Ier de Bournonville. Cet aristocrate d'origine belge s'était révolté contre  le roi d'Espagne Philippe IV et avait fui en France avec son épouse Anne de Melun et son beau-frère. Son ouvrage est assez mal perçu par la critique de l'époque, dans la Bibliothèque de l'école de Chartes un premier lecteur se plaint de la présence de nombreuses fautes d'orthographe. Dans un long compte-rendu de lecture dans la Revue d'histoire moderne et contemporaine, l'historien Georges Morizet lui reproche, entre autres, son manque de neutralité et son manque de rigueur dans la citation de ses sources.
Marie de Villermont est la créatrice de l'œuvre des bibliothèques populaires catholiques.
À la suite de son décès au château d'Ermeton-sur-Biert le 8 janvier 1925, elle reçoit des funérailles dans l'église de cette localité.

## Œuvres
- L'Infante Isabelle, gouvernante des Pays-Bas, 1912. Prix Montyon 1914.
- Albert et Isabelle, couronné par l'Académie française.
- Le Duc Charles de Croy et d'Arschot et ses femmes : Marie de Brimeu et Dorothée de Croy (1923).
- Contes belges (1913).
- Sainte Véronique Giuliani, abbesse des capucines, 1660-1727 (1910).
- Le mouvement féministe (1904).
- Le Duc et la duchesse de Bournonville et la cour de Bruxelles (1904)[3].
- Histoire de la coiffure féminine (1892).
- Contes de paix et de guerre.
- Contes belges.
- Une ambassade à la Cour d'Angleterre au XVIIe siècle (1925).

## Distinction
- Chevalier de l'ordre de la Couronne